# Chamorchis
Chamorchis Rich. é um género botânico pertencente à família das orquídeas (Orchidaceae). É um género monotípico.

## Ver também

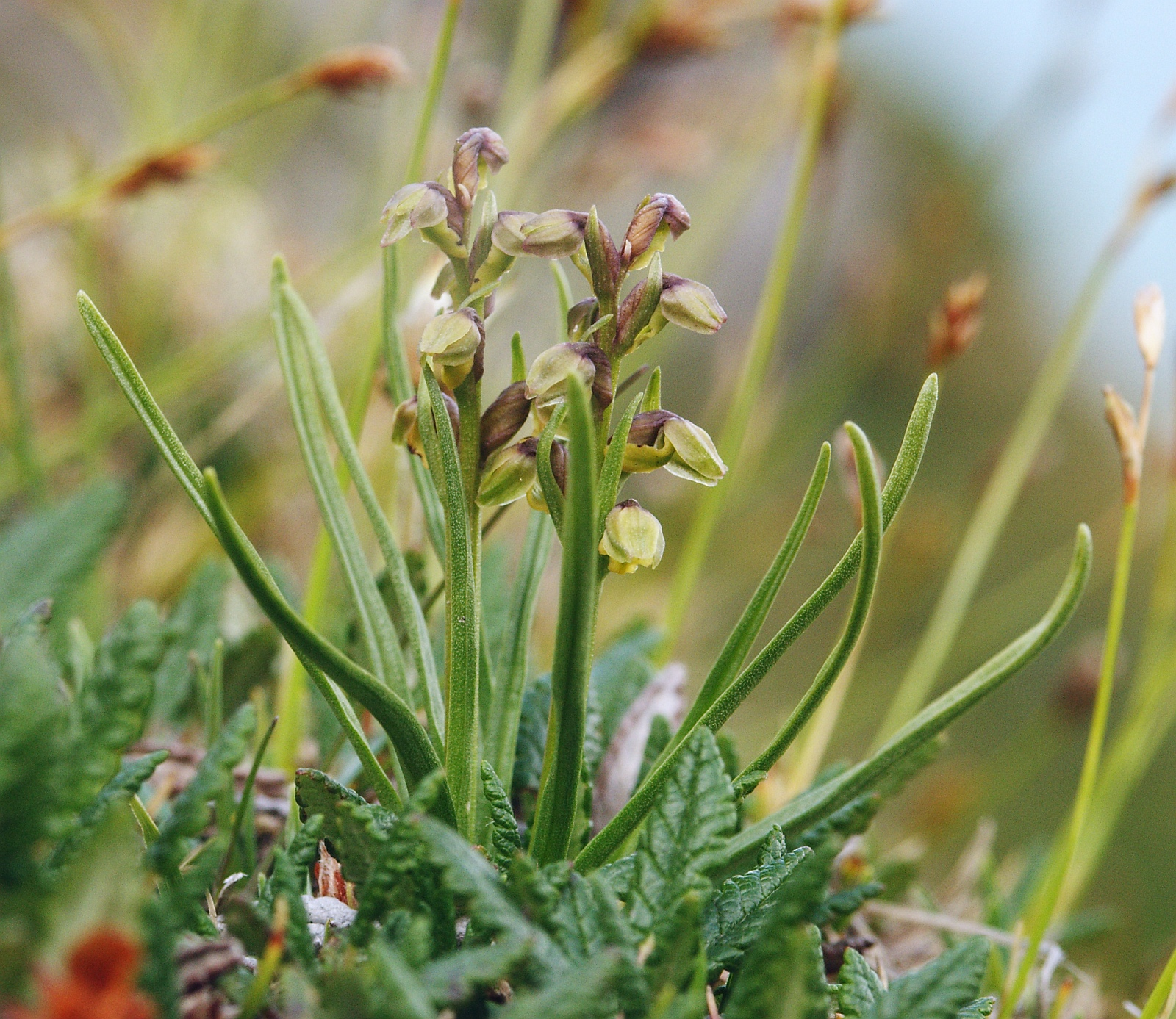
Chamorchis alpina